# Hellmut Krug
Hellmut Krug (Gelsenkirchen, 1956. május 19. –) német nemzetközi labdarúgó-játékvezető. Teljes nevén: Hellmut Heinz Krug. Polgári foglalkozása gimnáziumi tanár.

## Pályafutása

### Nemzeti játékvezetés
A játékvezetői vizsgát 1972-ben Gelsenkirchenben tette le. A küldési gyakorlat szerint rendszeres partbírói tevékenységet is végzett. 1984-ben lett országos minősítésű, 1986-ban a Bundesliga játékvezetője. 2003-ig 240 első ligás mérkőzést vezetett. Markus Merk abszolút csúcstartó mögött a második legjobban foglalkoztatott sportember.

#### Nemzeti kupamérkőzések
Vezetett kupadöntők száma: 1.

#### Német labdarúgókupa
| Időpont         | Helyszín                 | Mérkőzés típusa | Mérkőzés                           | Eredmény | Nézők száma |
| --------------- | ------------------------ | --------------- | ---------------------------------- | -------- | ----------- |
| 1996. május 25. | Olimpiai Stadion, Berlin | döntő           | 1. FC Kaiserslautern–Karlsruher SC | 1 : 0    | 75 800      |

### Nemzetközi játékvezetés
A Német labdarúgó-szövetség Játékvezető Bizottsága (JB) terjesztette fel nemzetközi játékvezetőnek, a Nemzetközi Labdarúgó-szövetség (FIFA) 1991-től tartotta nyilván bírói keretében. A FIFA JB központi nyelvei közül a németet beszéli.
Több nemzetek közötti válogatott és klubmérkőzést vezetett, vagy működő társának 4. bíróként segített. UEFA JB besorolás szerint a „mester” kategóriába tevékenykedett. A német nemzetközi játékvezetők rangsorában, a világbajnokság-Európa-bajnokság sorrendjében a 3. helyet foglalja el 22 találkozó szolgálatával. Európai-kupamérkőzések irányítójaként az örök ranglistán a 19. helyet foglalja el 49 találkozó vezetésével. Az aktív nemzetközi játékvezetéstől 2001-ben búcsúzott. Válogatott mérkőzéseinek száma: 29. Vezetett kupamérkőzéseinek száma: 40.

#### Labdarúgó-világbajnokság

##### U20-as labdarúgó-világbajnokság
Ausztrália rendezte az 1993-as ifjúsági labdarúgó-világbajnokságot, ahol a FIFA JB birói szolgálattal bízta meg.

###### 1993-as ifjúsági labdarúgó-világbajnokság
| Időpont           | Helyszín                    | Mérkőzés típusa              | Mérkőzés                   | Eredmény | Nézők száma |
| ----------------- | --------------------------- | ---------------------------- | -------------------------- | -------- | ----------- |
| 1993. március 7.  | Városi Stadion, Melbourne   | csoportmérkőzés (C. csoport) | Dél-Korea–Anglia           | 1 : 1    | 15 732      |
| 1993. március 11. | Központi Stadion, Melbourne | csoportmérkőzés (C. csoport) | Dél-Korea–Egyesült Államok | 2 : 2    | 12 972      |
| 1993. március 14. | Városi Stadion, Melbourne   | egyik negyeddöntő            | Anglia–Mexikó              | 0 : 0    | 11 000      |
| 1993. március 17. | Központi Stadion, Melbourne | egyik elődöntő               | Ausztrália–Brazília        | 0 : 2    | 22 100      |

A világbajnoki döntőhöz vezető úton Amerikai Egyesült Államokba a XV., az 1994-es labdarúgó-világbajnokságra, Franciaországba a XVI., az 1998-as labdarúgó-világbajnokságra valamint Dél-Koreába és Japánba a XVII., a 2002-es labdarúgó-világbajnokságra  a FIFA JB bíróként alkalmazta. Selejtező mérkőzéseket az UEFA, a CONCACAF valamint a CONMEBOL zónákban vezetett. Az 1994-es labdarúgó-világbajnokság volt az első, ahol ténylegesen külön tevékenykedtek a játékvezetők és a segítő partbírók. A partbírók még nem kapcsolódtak szorosan a delegált nemzeti játékvezetőjükhöz. Világbajnokságokon vezetett mérkőzéseinek száma: 2.

##### 1994-es labdarúgó-világbajnokság

###### Selejtező mérkőzés
| Időpont            | Helyszín                                            | Mérkőzés típusa           | Mérkőzés                     | Eredmény | Nézők száma |
| ------------------ | --------------------------------------------------- | ------------------------- | ---------------------------- | -------- | ----------- |
| 1992. október 14.  | Windsor Park Stadion, Belfast                       | előselejtező (3. csoport) | Észak-Írország–Spanyolország | 0 : 0    | 10 343      |
| 1993. március 31.  | Népstadion, Budapest                                | előselejtező (5. csoport) | Magyarország–Görögország     | 0 : 1    | 20 000      |
| 1993. május 9.     | Városi Stadion, Toronto                             | CONCACAF zónadöntő        | Kanada–Mexikó                | 1 : 2    |             |
| 1993. október 13.  | Antas Stadion, Porto                                | előselejtező (1. csoport) | Portugál–Svájc               | 1 : 0    | 55 000      |
| 1993. november 17. | Constant Vanden Stock Parc Astrid Stadion, Brüsszel | előselejtező (4. csoport) | Belgium–Csehország           | 0 : 0    | 21 000      |

###### Világbajnoki mérkőzés
| Időpont          | Helyszín                      | Mérkőzés típusa              | Mérkőzés             | Eredmény | Nézők száma |
| ---------------- | ----------------------------- | ---------------------------- | -------------------- | -------- | ----------- |
| 1994. június 23. | Giants Stadion, New York      | csoportmérkőzés (E. csoport) | Olaszország–Norvégia | 1 : 0    | 74 000      |
| 1994. június 29. | Marcel Saupin Stadion, Nantes | csoportmérkőzés (F. csoport) | Szaúd-Arábia–Belgium | 0 : 1    | 53 000      |

##### 1998-as labdarúgó-világbajnokság

###### Selejtező mérkőzés
| Időpont              | Helyszín                 | Mérkőzés típusa           | Mérkőzés             | Eredmény | Nézők száma |
| -------------------- | ------------------------ | ------------------------- | -------------------- | -------- | ----------- |
| 1996. október 9.     | Wembley Stadion, London  | előselejtező (2. csoport) | Anglia–Lengyelország | 2 : 1    | 74 663      |
| 1997. április 30.    | Park Stadion, Koppenhága | előselejtező (1. csoport) | Dánia–Szlovénia      | 4 : 0    | 41 278      |
| 1997. szeptember 10. | Ullevaal Stadion, Oslo   | előselejtező (3. csoport) | Norvégia–Svájc       | 5 : 0    | 22 603      |

##### 2002-es labdarúgó-világbajnokság

###### Selejtező mérkőzés
| Időpont             | Helyszín                         | Mérkőzés típusa                       | Mérkőzés               | Eredmény | Nézők száma |
| ------------------- | -------------------------------- | ------------------------------------- | ---------------------- | -------- | ----------- |
| 2000. október 7.    | Nya Ullevi Stadion, Göteborg     | előselejtező (4. csoport)             | Svédország–Törökország | 1 : 1    | 41 152      |
| 2001. szeptember 1. | Lansdowne Road Stadion, Dublin   | előselejtező (2. csoport)             | Írország–Hollandia     | 1 : 0    | 35 400      |
| 2001. október 6.    | Maksimir Stadion, Zágráb         | előselejtező (6. csoport)             | Horvátország–Belgium   | 1 : 0    | 36 077      |
| 2001. október 14.   | Steaua Stadion, Bukarest         | előselejtező, rájátszás (2. mérkőzés) | Románia–Szlovénia      | 1 : 1    | 24 500      |
| 2001. augusztus 15. | Monumental Stadion, Porto Alegre | CONMEBOL zóna (14. forduló)           | Brazília–Paraguay      | 2 : 0    | 48 000      |

#### Labdarúgó-Európa-bajnokság
Az európai-labdarúgó torna döntőjéhez vezető úton Angliába a X., az 1996-os labdarúgó-Európa-bajnokságra és Belgiumba és Hollandiába a XI., a 2000-es labdarúgó-Európa-bajnokságra az UEFA JB játékvezetőként foglalkoztatta.

##### 1996-os labdarúgó-Európa-bajnokság

###### Selejtező mérkőzés
| Időpont           | Helyszín                   | Mérkőzés típusa           | Mérkőzés               | Eredmény | Nézők száma |
| ----------------- | -------------------------- | ------------------------- | ---------------------- | -------- | ----------- |
| 1995. április 26. | Sparta Stadion, Prága      | előselejtező (5. csoport) | Csehország–Hollandia   | 3 : 1    | 17 463      |
| 1995. június 11.  | Olimpiai Stadion, Helsinki | előselejtező (8. csoport) | Finnország–Görögország | 2 : 1    | 10 518      |

###### Európa-bajnoki mérkőzés
| Időpont          | Helyszín                                    | Mérkőzés típusa              | Mérkőzés              | Eredmény | Nézők száma |
| ---------------- | ------------------------------------------- | ---------------------------- | --------------------- | -------- | ----------- |
| 1996. június 10. | St.Jamess Park Stadion, Newcastle upon Tyne | csoportmérkőzés (B. csoport) | Franciaország–Románia | 1 : 0    | 26 323      |
| 1996. június 23. | Villa Park Stadion, Birmingham              | egyik negyeddöntő            | Csehország–Portugália | 1 : 0    | 26 832      |

##### 2000-es labdarúgó-Európa-bajnokság

###### Selejtező mérkőzés
| Időpont           | Helyszín                          | Mérkőzés típusa           | Mérkőzés             | Eredmény | Nézők száma |
| ----------------- | --------------------------------- | ------------------------- | -------------------- | -------- | ----------- |
| 1998. október 10. | Antas Stadion, Porto              | előselejtező (7. csoport) | Portugália–Románia   | 0 : 1    | 50 000      |
| 1999. június 9.   | Sparta Stadion, Prága             | előselejtező (9. csoport) | Csehország–Skócia    | 3 : 2    | 21 149      |
| 1999. október 10. | Carlos Belmonte Stadion, Albacete | előselejtező (6. csoport) | Spanyolország–Izrael | 3 : 0    | 16 100      |

#### Konföderációs kupa
Dél-Korea és Japán adott otthont az 5., a 2001-es konföderációs kupa tornának, ahol a FIFA játékvezetőként foglalkoztatta.

##### 2001-es konföderációs kupa
| Időpont         | Helyszín                  | Mérkőzés típusa             | Mérkőzés            | Eredmény | Nézők száma |
| --------------- | ------------------------- | --------------------------- | ------------------- | -------- | ----------- |
| 2001. május 31. | Kasima Stadion, Ibaraki   | csoportmérkőzés (B csoport) | Brazília–Kamerun    | 2 : 0    | 10 519      |
| 2001. június 9. | Munsu Cup Stadion, Ulszan | bronzmérkőzés               | Ausztrália–Brazília | 1 : 0    | 28 520      |

#### Nemzetközi kupamérkőzések
Vezetett kupadöntők száma: 2.

##### UEFA-bajnokok ligája
A 44. játékvezető – a 6. német – aki UEFA-bajnokok ligája döntőt vezetett.
| Időpont            | Helyszín                                  | Mérkőzés típusa         | Mérkőzés                        | Eredmény | Nézők száma |
| ------------------ | ----------------------------------------- | ----------------------- | ------------------------------- | -------- | ----------- |
| 1995. augusztus 9. | Constant Vanden Stock Stadion, Anderlecht | selejtező (1. mérkőzés) | RSC Anderlecht– Ferencvárosi TC | 0 : 1    | 15 000      |
| 1998. május 20.    | ArenA Stadion, Amszterdam                 | döntő                   | Real Madrid CF–Juventus FC      | 1 : 0    | 50 000      |

##### Interkontinentális kupa
| Időpont            | Helyszín               | Mérkőzés típusa | Mérkőzés                                | Eredmény | Nézők száma |
| ------------------ | ---------------------- | --------------- | --------------------------------------- | -------- | ----------- |
| 1999. november 30. | Nemzeti Stadion, Tokió | döntő           | Manchester United FC–Palmeiras (brazil) | 1 : 0    | 53 372      |

## Sportvezetőként
2003-tól a Német Labdarúgó-szövetség (DFB) játékvezetőinek oktatásáért felelt. 2005-ben kizárták, mert túl hevesen támadta a játékvezetők ellenőrzésének szakmai munkáját. 2007-től a  Német Labdarúgó-szövetség Futball Liga vezetője, majd az év végétől a játékvezetői kérdésekben tanácsadó. Az év végén sportpolitikai ellentétek miatt elhagyta a szövetséget.

## Sikerei, díjai
- A Német Labdarúgó-szövetség (DFB) Játékvezető Bizottságától (JB) négy alkalommal 1994-ben, 1999-nen, 2002-ben és 2003-ban megkapta az Év Játékvezetője elismerő címet.
- A IFFHS (International Federation of Football History & Statistics) 1987-2011 évadokról tartott nemzetközi szavazásán 151, játékvezető besorolásával minden idők 12, legjobb bírójának rangsorolta, holtversenyben Massimo Busacca, Ľuboš Micheľ társaságában.